# Meteniów
Meteniów (ukr. Метенів) – wieś na Ukrainie w rejonie tarnopolskim należącym do obwodu tarnopolskiego.
Znajduje się tu przystanek kolejowy Meteniów, położony na linii Tarnopol - Lwów.
Do 2020 w rejonie zborowskim.